# Théodore Deville

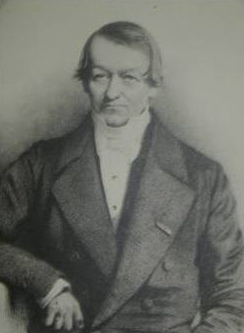
Théodore Deville

Pierre Joseph Théodore de Ville (Ways, 21 september 1785 - Loupoigne, 1 januari 1850), ook Deville geschreven, was lid van het Belgisch Nationaal Congres.

## Loopbaan
De Ville was lid van de Provinciale Staten van Zuid-Brabant en werd in 1830 burgemeester van Loupoigne.
In 1830 werd hij door de kiezers van het arrondissement Nijvel naar het Nationaal Congres gestuurd. Hij nam geen enkele keer het woord in de openbare zittingen. De Ville stemde voor de onafhankelijkheid van België, was niet aanwezig tijdens de eerste stemming over een staatshoofd, stemde voor Surlet de Chokier als regent, voor Leopold van Saksen Coburg en voor de goedkeuring van het Verdrag der XVIII artikelen.
Théodore Deville was de zoon van Théodore Joseph De Ville (1750-1824) en van Marie-Madeleine Wilmet (1742-1816). Hijzelf was in 1809 getrouwd met Marie-Isabelle Marcq (1787-1846). Ze kregen drie jongens en drie meisjes. De oudste dochter, Marie-Thérèse De Ville (1811-1872) trouwde in 1832 met Adolphe Jottrand (1805-1859), notaris in Genepiën, die in 1830 aan de gevechten in Brussel deelnam en die de broer was van Lucien Jottrand (1804-1877).